# Horch 25-55 PS
La 25/55 PS era un'autovettura prodotta dal 1909 al 1914 dalla Casa automobilistica tedesca Horch.

## Storia e profilo
Si trattava di un modello che raccolse l'eredità della 31/60 PS, cioè l'ultimo modello di lusso risalente ancora all'epoca in cui August Horch lavorava ancora presso l'azienda da lui fondata. Pertanto, la 25/55 PS fu il primo modello di fascia alta dopo la dipartita del fondatore. Rispetto alla 31/60 PS, la 25/55 PS montava un motore biblocco a 4 cilindri da 6437 cm³ con distribuzione di tipo IOE, alimentazione a carburatore e potenza massima di 55 CV a 1400 giri/min. Con ben cinque varianti di passo (tra 3.23 e 3.52 m) e due possibili tipi di carrozzerie (phaeton e limousine), la 25/55 PS poteva raggiungere anche differenze consistenti di massa a vuoto tra un esemplare e l'altro, pertanto la sua velocità massima era oscillante tra i 75 ed 100 km/h. Il cambio era a 4 marce e si assistette anche ad un ritorno alla frizione a cono in cuoio. Tale ritorno fu voluto dai vertici Horch una volta che August Horch fu licenziato. Quest'ultimo fu infatti accusato di sperperare eccessivamente il capitale dell'azienda per sperimentare via via sempre nuove soluzioni tecniche, esperimenti che spesso avevano poco successo. Pertanto si scelse di tornare a soluzioni già collaudate e meno dispendiose come appunto la frizione a cono, ma anche il motore a 4 cilindri. La 25/55 PS fu prodotta fino al 1914 in 105 esemplari.